# シマツユクサ

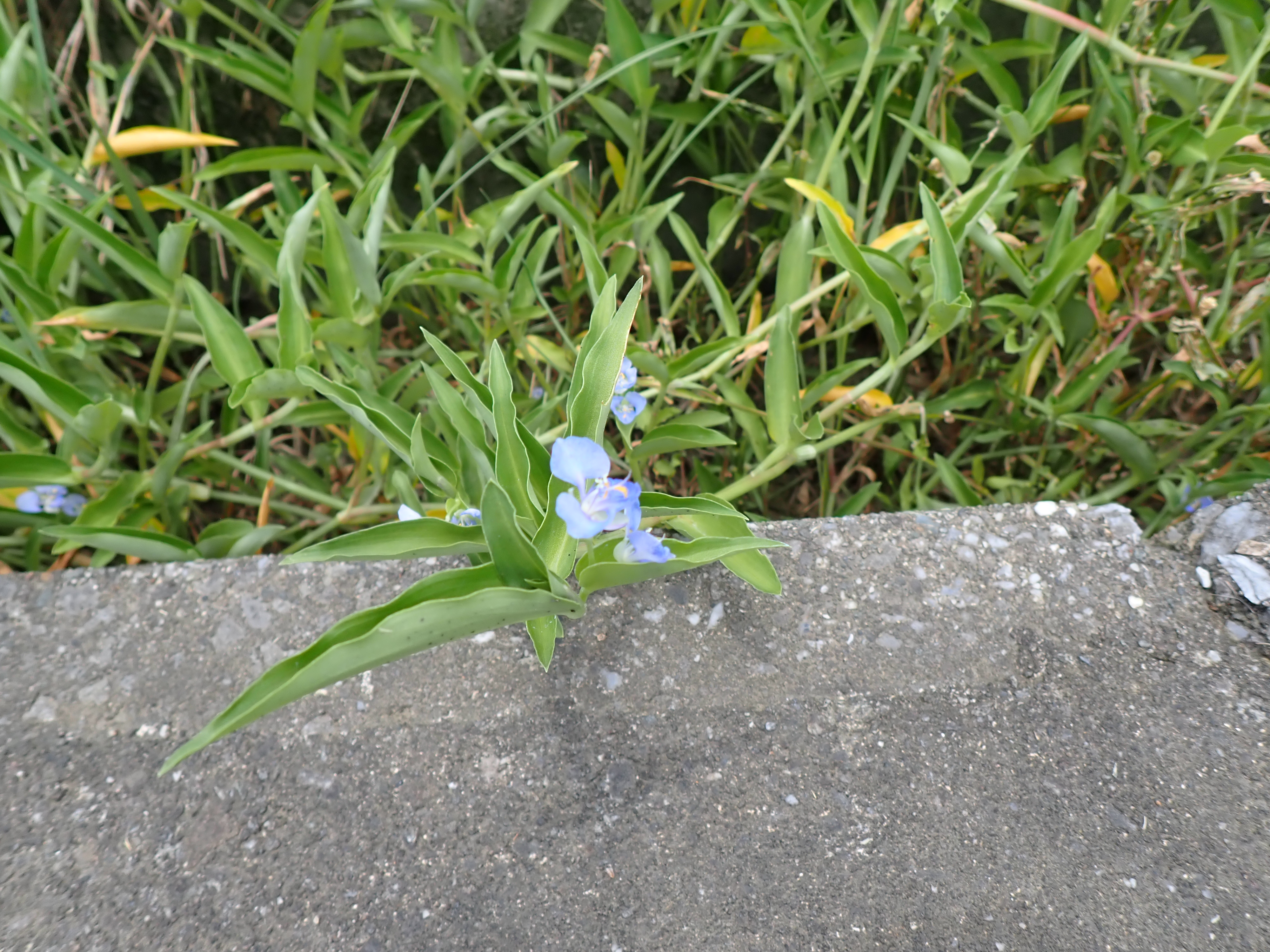
路傍のシマツユクサ（2024年6月 沖縄県宮古島市）

シマツユクサ（学名：Commelina diffusa）はツユクサ科ツユクサ属の一年生草本。

## 特徴
高さ10–50 cm。茎は基部近くで分岐、匍匐、斜上して節から根を出して広がる。葉は長さ4–9 cmと長めで両面ほぼ無毛。苞は披針形で細長くとがる。花は柄1.5 cmでツユクサより淡い青色である点ではホウライツユクサに似るが、3弁がほぼ同じ大きさである点が異なる。花期は3–11月。花序柄は無毛またはまっすぐな短毛が生える。種子表面に網目模様がある。

## 分布と生育環境、利用
九州南部～南西諸島、国外では熱帯・亜熱帯に広く分布。関東以西に帰化。道路脇や農耕地、草地、人家周辺などの湿った場所に生育。

## 類似する別種
近年は日本国内各地へカロライナツユクサ Commelina caroliniana Walterの帰化が知られている。ともに1年草で形態は本種と類似し混同されてきたが、苞内の花序枝が退化して花をつけないか、まれに1花をつける点や、花序柄には先が曲がった毛が生え、種子表面は平滑で網目模様が無いなどの特徴で本種と識別可能とされる。